# Riccardo Agostini
Riccardo Agostini (Padua, 20 april 1994) is een Italiaans autocoureur.

## Carrière

### Karting
Agostini begon zijn carrière in het karting in 2000, waar hij voornamelijk in zijn thuisland reed en omhoog klom totdat hij in 2010 in de KF2-categorie reed. Hier werd hij twaalfde in het CIK-FIA Europees kampioenschap.

### Formule Abarth
In 2010 stapte Agostini over naar de eenzitters in de nieuwe Formule Abarth voor het team Prema Junior. Hij won de hoofdrace op het Autodromo Enzo e Dino Ferrari en eindigde uiteindelijk als elfde in het kampioenschap.
In 2011 bleef Agostini rijden in de Formule Abarth, die gesplitst werd naar een Europees en een Italiaans kampioenschap, voor het nieuwe team Villorba Corse. Na vier raceweekenden stapte hij echter over naar het team JD Motorsport. Ondanks dat hij in zowel het Europese als het Italiaanse kampioenschap slechts één podiumplaats behaalde, verbeterde hij zichzelf naar respectievelijk de achtste en de zevende plaats in de eindstand.

### Formule 3
In 2012 bleef Agostini bij JD Motorsport rijden, maar stapte hij over naar het Italiaanse Formule 3-kampioenschap, wat eveneens werd opgesplitst in een Europees en een Italiaans kampioenschap. Hier behaalde hij respectievelijk zes en vijf overwinningen en won hij beide kampioenschappen in wat het laatste Italiaanse Formule 3-seizoen bleek te zijn.
In 2014 debuteerde Agostini in het Europees Formule 3-kampioenschap voor het team EuroInternational. Na drie raceweekenden verliet hij echter weer het team, na slechts op de Hockenheimring één punt gescoord te hebben.

### Auto GP
In 2013 stapte Agostini over naar de Auto GP, rijdend voor Manor MP Motorsport. In zijn eerste race op het Autodromo Nazionale Monza behaalde hij meteen pole position, maar eindigde de race uiteindelijk als zevende. Op de Hungaroring behaalde hij zijn eerste podium met een derde plaats.

### Formule Renault 3.5 Series
In 2013 maakte Agostini op de Red Bull Ring zijn debuut in de Formule Renault 3.5 Series bij het team Zeta Corse. Hij was na Mihai Marinescu, Emmanuel Piget, Mathéo Tuscher, Carlos Sainz jr., Nick Yelloly en zijn teamgenoot voor dat weekend William Buller de zevende coureur die het team gebruikte. In zijn debuutweekend viel hij echter in beide races uit.

### GP3
In 2014 maakte Agostini zijn debuut in de GP3 voor Hilmer Motorsport tijdens het tweede raceweekend op de Red Bull Ring. Hij vervangt hier de Nederlandse Beitske Visser.

### Formule 1
Agostini testte in 2012 een Formule 1-auto van Ferrari, aangezien hij de rookietitel in de Italiaanse Formule 3 behaalde.